# Nehone Cafima
Nehone Cafima é uma vila e comuna angolana no município do Cuanhama na província do Cunene.